# Alan Minter
Alan Minter (Bromley, 1951. augusztus 17. – 2020. szeptember 9.) olimpiai bronzérmes brit ökölvívó.

## Pályafutása
Az 1972-es müncheni olimpián nagyváltósúlyban bronzérmet nyert. Az olimpia után professzionális karriert kezdett. 1981-ben vonult vissza az aktív versenyzéstől.

## Sikerei, díjai
- Olimpiai játékok – nagyváltósúly
  - bronzérmes: 1972, München